# Sibilo
Sibilo (ou sibilação) é um ruído característico da asma brônquica, semelhante a um assobio agudo. É produzido pelo ar que flui por vias respiratórias estreitadas.
Frequente em asmáticos e em portadores de doença pulmonar. É reversível utilizando broncodilatadores.

## Sinais e sintomas
Se define em Sibilo audível no qual se percebe com muita facilidade ou não audível no qual dificulta o prodiagnóstico, da asma brônquica.